# Nectario de Egina
San Nectario de Egina o San Nectario de Pentápolis (1846-1920), obispo metropolitano de Pentápolis y «Hacedor de Maravillas de Egina», fue reconocido oficialmente como santo por el Patriarca de Constantinopla en 1961. Su festividad se celebra el 9 de noviembre. Su nombre se escribe también Nektarios. Ampliamente conocido, entre otras obras, por el célebre himno Agni Parthene, compuesto para el Theotokarion. 

## Infancia y juventud
Anastasios Cefalas (su nombre de bautismo) nació el 1 de octubre de 1846 en Selybria, Tracia, en el seno de una familia pobre, a la edad de 14 años se mudó a Constantinopla para trabajar y continuar con su educación. En 1866 se mudó a la isla de Chios, donde enseñó en una escuela durante siete años. Allí se convirtió en monje a la edad de treinta años (lo cual en sí mismo es bastante inusual), tomando el nombre de Lázaro. Tres años después de convertirse en monje, fue ordenado diácono, tomando el nombre de "Nectario".
Durante sus años como estudiante de la Universidad de Atenas escribió muchos libros, folletos, y comentarios bíblicos, graduándose de sus estudios de teología en 1885. Después de su graduación fue a Alejandría, Egipto, donde fue ordenado sacerdote por el Patriarca Sofronio en la Catedral de San Sabas de Alejandría el 23 de marzo de 1883, sirviendo a la Iglesia en El Cairo con gran distinción. En la Iglesia de San Nicolás de esta última ciudad, fue elevado a archimandrita en agosto del mismo año.

## Obispo
En reconocimiento de su piedad y brillantez como predicador, además de su capacidad administrativa, fue consagrado obispo metropolitano de Pentápolis, Sede Egipcia de la Libia Oriental, por el Patriarca Sofronio de Alejandría y Toda África el 15 de enero de 1889, en su parroquia, la Iglesia San Nicolás de El Cairo.
Sirvió como obispo en El Cairo por un año, pero fue destituido de su puesto por clérigos contrarios a su política. El Patriarca Sofronio rehusó escuchar a San Nectario, quien fue expulsado de Egipto en 1890, sin pruebas ni explicación, y nunca se le dio una oportunidad para defenderse. 
Después de su destitución, volvió a Grecia en 1891, donde fue nombrado predicador en la jurisdicción de Eubea, una gran isla griega, al norte de Atenas, donde sirvió por dos años y medio. En 1893 fue transferido a parte de la Grecia continental, al oeste de Atenas, donde sirvió como predicador con la misma gran eficacia que tuvo en Euboia.

## Profesor y fundador
En 1894 fue nombrado director de la Escuela Eclesiástica Rizarios en Atenas, donde su servicio fue ejemplar durante quince años. En ese tiempo desarrolló muchos cursos de estudio, y escribió numerosos libros, todo mientras predicaba mucho por todo Atenas.
En 1904, a petición de varias monjas, estableció un monasterio para ellas en la isla de Egina, que recibió el nombre de "Monasterio de la Santísima Trinidad". 
En diciembre de 1908, a la edad de 62 años, San Nectario renunció a su cargo de director de la Escuela Teológica Rizarios y se retiró al Convento de la Santísima Trinidad en Egina, donde vivió el resto de su vida como un monje. Él escribió, publicó, predicó, y escuchó confesiones de aquellos que vinieron desde cerca y lejos solicitando su perspicacia espiritual. Mientras estuvo en el monasterio, cuidó los jardines, acarreó piedras, y ayudó con la construcción de los edificios del monasterio, que fueron edificados con sus propios fondos. 

## Fallecimiento
San Nectario falleció al atardecer del 9 de noviembre de 1920 (el día después de la conmemoración de los Arcángeles San Miguel y San Gabriel), tras su hospitalización por cáncer de próstata. Su cuerpo fue llevado al Convento de la Santísima Trinidad, donde fue enterrado por un Hieromonje llamado Sabas, quien más tarde pintó el primer icono de San Nectario. A su funeral asistieron multitudes de personas de todas partes de Grecia y Egipto. 
Las reliquias de San Nectario fueron trasladadas de su tumba el 2 de septiembre de 1953.

## Canonización
El 15 de septiembre de 1998, el patriarcado de Alejandría resolvió «ubicar a San Nectario entre los santos, debido a sus innumerables milagros y su aceptación dentro de la conciencia religiosa de los cristianos Ortodoxos a través del mundo, apelamos a la misericordia de Dios, siempre caritativo», además de retractarse de su expulsión.